# Etienne Sabbe
Stephanus Emilius Maria (Etienne) Sabbe (Oostende, 21 augustus 1901 - Kortrijk, 16 januari 1969) was een Belgisch historicus en algemeen rijksarchivaris van 1955 tot 1968. Op 14 juni 1927 trouwde hij met Leonia Georgina Louisa van Mullem (1899-1988).

## Levensloop
Van 1921 tot 1925 studeerde Etienne Sabbe aan de Rijksuniversiteit Gent. In 1925 behaalde hij de graad van doctor in de letteren en wijsbegeerte met een proefschrift gemaakt onder leiding van Henri Pirenne. Einde 1925 slaagde hij ook in het examen van kandidaat-archivaris. Na zijn legerdienst werd hij leraar geschiedenis en aardrijkskunde in het Koninklijk Atheneum Oostende. In 1928 trad hij in dienst van het Algemeen Rijksarchief, waar hij in de afdeling Oorlogsarchief werkte. In 1942 werd hij conservator van het Rijksarchief te Antwerpen. Daarnaast doceerde hij aan het Kunsthistorisch Instituut van Antwerpen (vanaf 1950) en aan het toenmalig Universitair Instituut voor Overzeese Gebieden. Bovendien was hij actief in verschillende genootschappen. Van de Koninklijke Oudheidkundige Kring van Antwerpen werd hij in 1948 voorzitter.
Op 22 november 1955 werd Sabbe benoemd tot algemeen rijksarchivaris. Prioriteit werd het in uitvoer brengen van de Archiefwet van 24 juni 1955. Ook internationaal liet hij zich gelden, als vicevoorzitter en voorzitter van het Uitvoerend Comité van de Internationale Archiefraad. Op 1 maart 1968 ging de door ziekte geteisterde algemeen rijksarchivaris met pensioen.
Na zijn overlijden in 1988 werd de vzw Etienne Sabbe opgericht, die de Etienne Sabbeprijs voor Geschiedenis uitreikte. In 2006 werd deze vereniging echter ontbonden. Om toch de algemeen rijksarchivaris blijvend te gedenken, zou in het Rijksarchief te Kortrijk, door Sabbe in 1964 opgericht, een gedenkplaat komen.

## Selectieve bibliografie
Een volledige bibliografie is te vinden in C. WYFFELS, "In memoriam Étienne Sabbe (Oostende 1901-Kortrijk 1969)", Archief- en bibliotheekwezen in België, 40 (1969), 267-269.
- De kloosterhervormingen in Vlaanderen en Neder-Lotharingen in de IXe en Xe eeuw (proefschrift, 1925)
- De Belgische vlasnijverheid. De zuidnederlandse vlasnijverheid tot het midden van de 19de eeuw (Brugge, 1943))
- Histoire de l'industrie linière en Belgique (Brussel, 1945)
- Anvers. Métropole de l'Occident (Brussel, 1952)

## Voetnota
1. ↑  "Schenking van vzw Etienne Sabbe", Het Nieuwsblad, 30 november 2006, https://www.nieuwsblad.be/article/detail.aspx?articleid=G23156OPE.

- Bibliothèque nationale de France: cb130122255 (data)
- Digitale Bibliotheek voor de Nederlandse Letteren: sabb005
- Gemeinsame Normdatei: 1260632415
- International Standard Name Identifier: 0000 0000 8076 6903
- Library of Congress Control Number: n85813545
- Nederlandse Thesaurus van Auteursnamen: 067647197
- Système universitaire de documentation: 095385614
- Virtual International Authority File: 26072582
- WorldCat: E39PBJm99VwggVFxw49TQ3wHmd